# Брайън Литрел
Брайън Томас Литрел (роден на 20 февруари 1975 г. в Лексингтън, Кентъки, САЩ) е американски певец, автор на песни и актьор, най-известен като член на момчешката поп група „Бекстрийт Бойс“.
Той също така е съвременен звукозаписен артист и издава соло албум Welcome Home (в превод „Добре дошъл у дома“) през 2006 г. Брайън има 4 соло сингъла Top 20 в САЩ. Брайън е и в журито за 8-те годишни музикални награди за подпомагане на кариерата на независимите певци.

## Дискография

### Самостоятелни албуми
- Welcome Home (2006)

### Студийни албуми с „Бекстрийт Бойс“
- Backstreet Boys (1996)
- Backstreet's Back (1997)
- Millennium (1999)
- Black & Blue (2000)
- Never Gone (2005)
- Unbreakable (2007)
- This Is Us (2009)
- In A World Like This (2013)
- DNA (2019)
- A Very Backstreet Christmas (2022)